# 伝染性無乳症
伝染性無乳症（でんせんせいむにゅうしょう、英:contagious agalactia）とはマイコプラズマ感染を原因とする感染症。日本では家畜伝染病予防法において届出伝染病に指定されており、対象動物はヒツジ、ヤギ。ヒツジではMycoplasma agalactiae、ヤギではそのほかにMycoplasma mycoides subsp.、Mycoplasma mycoides large colony type、Mycoplasma capricolum subsp. capricolumが原因となる。
感染力は強く、飛沫感染、経口ないし接触感染するほか、垂直感染する場合もある。症状は多くが慢性に経過し、乳量の減少を起こすほか、関節炎や角結膜炎の症状が見られる場合がある。悪化すると敗血症により死亡する場合や、流産を招く場合もある。日本国内では1991年に初めて沖縄県で発生報告があり、以降2023年現在まで、沖縄県で散発的に発生している。
日本ではワクチン投与は行われていない。テトラサイクリン系抗生物質、マクロライド系抗生物質、ニューキノロン系合成抗菌薬が治療に使用される。